# Нижньоломовський район
Нижньоломо́вський район (рос. Нижнеломовский район) — муніципальний район у складі Пензенської області Російської Федерації.
Адміністративний центр — місто Нижній Ломов.

## Історія
Нижньоломовський район утворено 16 липня 1928 року у складі Пензенського округу Середньоволзької області. До його складу увійшла частина колишнього Нижньоломовського повіту Пензенської губернії. 1929 року район переходить до складу Середньоволзького краю, 1935 року — Куйбишевського краю, 1936 року — Куйбишевської області, з 27 вересня 1937 року — Тамбовської області, з лютого 1939 року — новоутвореної Пензенської області.
30 листопада 1956 року до складу району увійшла частина ліквідованого Головинщинського району, а 12 жовтня 1959 року — частина території ліквідованого Голіцинського району. 1963 року район був розділений на Нижньоломовський промисловий та Нижньоломовський сільський райони. 12 січня 1965 року район повернуто в старі межі як Нижньоломовський. 1980 року місто Нижній Ломов отримало статус обласного та виведене зі складу району, однак 1998 року втратило обласний статус та повернуто до складу району.

## Населення
Населення — 37363 особи (2019; 41974 в 2010, 46540 у 2002).

## Адміністративний поділ
Район адміністративно поділяється на 1 міське та 10 сільських поселень:
| Поселення                        | Площа, км² | Населення, осіб (2002) | Населення, осіб (2010) | Населення, осіб (2019) | Центр            | Населені пункти |
| -------------------------------- | ---------- | ---------------------- | ---------------------- | ---------------------- | ---------------- | --------------- |
| Нижньоломовське міське поселення | 14,50      | 24249                  | 22678                  | 20662                  | Нижній Ломов     | 1               |
| Атміська сільська рада           | 192,88     | 2073                   | 1713                   | 1397                   | Атміс            | 6               |
| Великохуторська сільська рада    | 126,86     | 2067                   | 1825                   | 1698                   | Великі Хутори    | 3               |
| Верхньоломовська сільська рада   | 305,61     | 5206                   | 4516                   | 3923                   | Верхній Ломов    | 10              |
| Віргинська сільська рада         | 106,05     | 1031                   | 980                    | 867                    | Вірга            | 3               |
| Голіцинська сільська рада        | 341,35     | 2839                   | 2276                   | 1848                   | Голіцино         | 15              |
| Кривошиєвська сільська рада      | 156,13     | 2770                   | 2654                   | 2400                   | Кривошиєвка      | 5               |
| Кувак-Нікольська сільська рада   | 202,82     | 2488                   | 2121                   | 1896                   | Кувак-Нікольське | 12              |
| Новоп'ятинська сільська рада     | 114,78     | 650                    | 487                    | 370                    | Нова П'ятина     | 3               |
| Норовська сільська рада          | 56,64      | 1543                   | 1595                   | 1410                   | Норовка          | 3               |
| Усть-Каремшинська сільська рада  | 146,55     | 1624                   | 1129                   | 892                    | Усть-Каремша     | 3               |

2010 року були ліквідовані Аршиновська сільська рада та Івинська сільська рада, їхні території увійшли до складу Голіцинської сільради; була ліквідована Новошуструйська сільська рада, її територія увійшла до складу Верхньоломовської сільради; була ліквідована Прянзерська сільська рада, її територія увійшла до складу Усть-Каремшинської сільради; була ліквідована Сорокинська сільська рада, її територія увійшла до складу Кувак-Нікольської сільради.

## Найбільші населені пункти
Нижче подано перелік населених пунктів з чисельність населення понад 1000 осіб:
| № | Населений пункт  | Населення, осіб (2002) | Населення, осіб (2010) |
| - | ---------------- | ---------------------- | ---------------------- |
| 1 | Нижній Ломов     | 24249                  | 22678                  |
| 2 | Верхній Ломов    | 4449                   | 4054                   |
| 3 | Кривошиєвка      | 1819                   | 1868                   |
| 4 | Норовка          | 1365                   | 1451                   |
| 5 | Кувак-Нікольське | 1323                   | 1225                   |